# Hyperthelia
Hyperthelia es un género de plantas herbáceas de la familia de las poáceas. Es originario de Sudáfrica.
Algunos autores lo incluyen en el género Hyparrhenia (incluyendo H. dissoluta). 

## Especies
- Hyperthelia colobantha Clayton
- Hyperthelia kottoensis Desc.
- Hyperthelia polychaeta Clayton